# Jordan Basedow
Jordan Basedow (* um 1485 in Lübeck; † 28. Februar 1555 ebenda) war ein deutscher Domherr und Ratsherr der Hansestadt Lübeck.

## Leben
Jordan Basedow stammte aus dem Lübecker Zweig der Familie Basedow und war ein Sohn des Ratsherrn Dietrich Basedow aus dessen zweiter Ehe mit Telseke Pleskow. Heinrich II. Basedow, von 1501 bis 1525 Bischof von Kurland, war sein wesentlich älterer Halbbruder.
Jordan Basedow war wie sein Bruder Christoph zum Geistlichen bestimmt worden. Ab 1501 studierte er an der Universität Rostock und wurde hier 1505/06 Bakkalar und am 15. Februar 1508 Magister.
Ab 1513 studierte er Rechtswissenschaften an der Alten Universität Köln. Anschließend ging er nach Rom und gehörte von 1517 bis 1524 zum Gefolge von Kardinal Giovanni Piccolomini. Der Lübecker Thomas Giese agierte in Rom als sein zeitweiliger Procurator. Vermutlich ab 1515 war er Inhaber eines Kanonikats am Lübecker Dom und bis 1527 auch einer Präbende in Dorpat. 1531 erhielt er eine Große Präbende am Lübecker Dom. 
Ab 1528 gehörte er der Zirkelgesellschaft an, seit 1532 als Vollmitglied. Er war zunächst Mitglied des 64er-Ausschusses, der 1530/31 die Reformation in Lübeck durchsetzte. Nach dem Ende der Grafenfehde und dem Rücktritt des Ausschusses wurde er am 21. September 1535 in den Lübecker Rat gewählt, womit er aus dem Domkapitel ausschied. Er war der einzige Domherr, der unmittelbar im Zuge der Reformation aus dem Kapitel ausgeschieden ist. Als Lübecker Ratsherr gehörte er zu den Vorstehern der Petrikirche. Um 1540, also nachdem Lübeck evangelisch geworden war, war er Patron einer Vikarie an der Marienkirche, auf der sein Bruder Christoph saß.
1552 erhielt er von Kaiser Karl V. sowohl die Standesbestätigung als Adliger, als auch eine Wappenbesserung und den Ritterschlag. 
Ab dem Herbst 1535 war er verheiratet mit Almod, Tochter des lübschen Bürgers Hartwig Hogefeld; er hatte schon vorher einen illegitimen Sohn, Georg Basedow. Basedow besaß mehrere Häuser in der Stadt, nach seinem Ausscheiden aus dem Domkapitel bewohnte er zunächst das Haus Königstraße 28, ab 1548 Königstraße 23. Seine Witwe veräußerte 1567 zusammen mit einigen Verwandten das Dorf Röbel.